# Hutchison Port Holdings
Pour les articles homonymes, voir HPH.
Hutchison Port Holdings (HPH) est un opérateur portuaire basé à Hong Kong, avec un réseau global. Il est domicilié dans les îles Vierges britanniques. Il est une filiale à 80 % de CK Hutchison Holdings.
Depuis une quinzaine d'années, Hutchison Ports est le premier opérateur mondial de terminaux portuaires pour navires porte-conteneurs, avec cependant une présence plus accentuée en Chine, et en Asie en général.

## Histoire
En 2006-2007, l'opérateur singapourien PSA International, également un des grands exploitants de terminaux pour navires porte-conteneurs, a racheté à CK Hutchison Holdings 20 % de Hutchison Port Holdings pour 4,4 milliards de dollars.